# Les Afriques dans le monde
Les Afriques dans le monde (LAM) est une unité mixte de recherche (UMR 5115) associant le Centre national de la recherche scientifique (CNRS) et Sciences Po Bordeaux (Fondation nationale des sciences politiques, FNSP) en partenariat avec les universités de Bordeaux (Bordeaux et Bordeaux-III/Bordeaux Montaigne) et l'Université de Pau et des pays de l'Adour. Elle a été créée en 2011 par le regroupement du Centre d’étude d’Afrique noire (CEAN) de Sciences Po Bordeaux et le Centre d’étude et de recherche sur les pays de l’Afrique orientale (CREPAO) de l’université de Pau  et des Pays de l’Adour et d'autres chercheurs.
Le périmètre d'études de LAM comprend l'Afrique subsaharienne, nord-africaine, et par extension moyen-orientale, et mondes transatlantiques issus de la traite africaine, parmi lesquels plus spécifiquement la Caraïbe.

## Axes de recherche
Les travaux de LAM s’ordonnent autour de cinq axes :
1. État, régulations et contestations dans les Afriques
2. Espaces, (im)mobilités, diasporas
3. Imaginaires, arts, subjectivités
4. Marchés et entrepreneuriats en Afriques
5. Risques sanitaires, crises agraires et défis environnementaux

## Équipe
En 2015, LAM regroupait 18 enseignants-chercheurs, 14 chercheurs (11 CNRS, 3 FNSP), 9 ITA, 20 ATER, 72 doctorants et une centaine de chercheurs associés. 
En 2022, LAM comptait 26 chercheurs/chercheuses, une cinquantaine de doctorants/doctorantes et une centaine de chercheurs/chercheuses associé.e.s. Son directeur depuis 2021 est David Ambrosetti.

## Revues de LAM
LAM soutient les revues Afrilex, Cahiers d’Outre-Mer, Études littéraires africaines, Politique africaine (en collaboration avec Institut des mondes africains, IMAF) et Revue Sources.

## Collaborations et réseaux
LAM est membre de l'AEGIS, réseau européen de recherche sur l'Afrique, dont le CEAN était membre fondateur.
Il participe au Groupement d'intérêt scientifique (GIS) «Études africaines en France», réseau pluridisciplinaire du CNRS consacré à l'Afrique.
LAM a participé à l'organisation des 3e journées du Réseau des études africaines (REAf) à Bordeaux, en juillet 2014, la 6e conférence européenne des études africaines (ECAS 2015) à Paris en juillet 2015 et les 7e Rencontres des Études Africaines en France (7eREAf et 6eJCEA) à Toulouse, en juin 2022/juillet 2022 (JCEA : Rencontres des Jeunes Chercheur·e·s en Études Africaines).

#### Vidéo
- « Les Afriques dans le monde (Chaîne YouTube) », sur youtube.com/channel, 2018 (consulté le 8 janvier 2023)